# Johannes Scherr
Pour les articles homonymes, voir Scherr.
Johannes Scherr (né le 3 octobre 1817 à Hohenrechberg, Royaume de Wurtemberg, mort le 21 novembre 1886 à Zurich, Suisse), est un romancier et penseur républicain allemand.

## Biographie
Après des études de philosophie et d'histoire à l'Université de Tübingen (1837-1840), Scherr enseigna à Winterthour en Suisse dans une école dirigée par son frère. En 1843, il s'installa à Stuttgart où il se fit remarquer par un pamphlet intitulé Le Wurtemberg en 1843 (Württemberg im Jahr 1843). Il fut élu député aux États de Wurtemberg en 1848 pendant la révolution de Mars et devint le chef du parti démocratique pour l'Allemagne du Sud. Poursuivi, en 1849 pour son action en vue d'une réforme démocratique du parlement, il fut condamné par contumace à quinze ans de travaux forcés. Il trouva refuge en Suisse. Il obtint un poste de chargé de cours à Zurich en 1850 mais retourna à Winterthur en 1852. En 1860, il fut nommé professeur d'histoire et de littérature helvétique à Zurich où il mourut.

## Œuvre
Scherr fut un auteur prolifique dans l'étude de l'histoire, de la littérature, de la culture, des mœurs et de la civilisation allemandes. Son œuvre, politiquement marquée, est néanmoins remarquable par l'ampleur de la documentation et la clarté du propos. Ses ouvrages les plus notables sont :
- Deutsche Kultur und Sitten-Geschichte (1852-1853, rééd. 1897)
- Schiller und seine Zeit (1859, rééd. 1876)
- Geschichte der deutschen Frauenwelt (1860, 4e ed. 1879)
- Allgemeine Geschichte der Literatur (1851, 9e ed. 1895-1896)
- Geschichte der englischen Literatur (1854, 2e ed. 1883)
- Blücher, seine Zeit und sein Leben (1862, 4e ed. 1887)
- Germania. Zwei Jahrtausende deutschen Lebens (1879, 6e ed. par Hans Prutz 1905)

Scherr est aussi l'auteur d'un récit humoristique : Sommertagebuch des weiland Dr Gastrosophiae, Jeremia Sauerampfer (1873), et de romans historiques : Schiller (1856) et Michel, Geschichte eines Deutschen unserer Zeit (1858).